# Desiderio (film 1983)
Desiderio è un film italiano del 1983 diretto da Anna Maria Tatò.

## Trama
Lucia è una giornalista pugliese che da anni vive a Parigi. La donna decide di rinunciare a un viaggio già programmato per fare ritorno nella sua terra.
Nella mente di Lucia si affollano i ricordi, ma torna alla realtà quando per opera di un giovane, che la giornalista incontra fra i campi, subisce uno stupro. Ma è stato soltanto un sogno.

## Produzione
Il film per gli esterni è stato girato a Trani, con particolare risalto alla Cattedrale.

## Critica
"Anna Maria Tatò, regista originaria di Barletta, riflette sulle sue radici pugliesi riproponendo alcuni aspetti della società meridionale contrapposta a diversi e più evoluti modi di vita."
Il film fu demolito da Giovanni Buttafava su Il Patalogo, in reazione alla grande campagna stampa con cui fu presentato: il critico lo definì Una tranvata che si chiama Desiderio e Tatò cerca casa.